# فرل ولیج
فرل ولیج (به انگلیسی: Firle) یک روستا و محله مدنی در بریتانیا است که در Lewes واقع شده‌است. فرل ولیج ۱۳٫۹ کیلومتر مربع مساحت و ۳۲۷ نفر جمعیت دارد.